# 陳弱水
陳弱水（1956年—），出生於屏東。臺灣歷史學家。臺灣大學歷史系畢業，美國耶魯大學歷史學博士，受業於余英時。曾任教於耶魯大學、哥倫比亞大學、加拿大英屬哥倫比亞大學、日本東京大學、國立清華大學，並長期任職於中央研究院歷史語言研究所。
曾任中研院史語所副所長、臺大共同教育中心副主任、臺大文學院院長，在院長任內積極推動國立臺灣大學人文大樓（人文館）興建案。現為臺大歷史系特聘教授、臺大講座教授。專長為中國中古史、中國思想史、比較思想史，中國中古史以唐史為主。

## 家庭
陳弱水的父親是佛学家陳慧劍，妻子周婉窈亦為台大歷史系教授。

## 著作
- 《論「成色分兩說」闡釋之流變》（臺北：學生書局，1978）。

- Liu Tsung-yüan and Intellectual Change in T'ang China, 773-819 (Cambridge and New York: Cambridge University Press, 1992; paperback edition, 2006). 中譯本：郭英劍、徐承向譯，《柳宗元與唐代思想變遷》（南京：江蘇教育出版社，2010）。

- （杜正勝主編，與王健文等合著）《中國文化史》（臺北：三民書局，1995）。撰寫中古部分。

- 《公共意識與中國文化》（臺北：聯經出版事業公司，2005；簡體字版，北京：新星出版社，2006）。

- 《唐代的婦女文化與家庭生活》（臺北：允晨文化實業公司，2007）。簡體字版：《隱蔽的光景：唐代的婦女文化與家庭生活》（桂林：廣西師範大學出版社，2009）。

- 《唐代文士與中國思想的轉型》（桂林：廣西師範大學出版社，2009）。

- 《唐代文士與中國思想的轉型（增訂本）》（臺北：臺大出版中心，2016）。

- 《公義觀念與中國文化》（臺北：聯經出版事業公司，2020）。

- 《中國歷史與文化的新探索》（臺北：聯經出版事業公司，2021）。

- 《人文與民主的省思》（臺北：允晨文化實業公司，2023）。